# Pavillon des Arts et Industries
Le pavillon des Arts et des Industries (en anglais, Arts and Industries Building) est un édifice culturel situé sur le National Mall de Washington aux États-Unis.

## Situation
Le pavillon s'élève dans la partie sud du National Mall, entre Jefferson Drive au nord et l'avenue de la Constitution au sud, à proximité du « château », le bâtiment de la Smithsonian Institution.

## Historique
Appelé à l'origine Musée national, l'édifice est le deuxième construit par la Smithsonian Institution pour abriter et présenter au public ses riches collections. Conçu par les architectes Adolf Cluss et Paul Schulze, il est inauguré en 1881 par le président James Garfield.
En 1971, il est inscrit comme site historique national. Fermé en 2004 pour rénovation, le bâtiment est rouvert au printemps 2016 et accueille des manifestations et des expositions.